# Filippo Montesi
Filippo Montesi (Fano, 11 maggio 1963 – Roma, 22 marzo 1983) è stato un militare italiano.

## Biografia
Fuciliere di marina di leva, 3°/82, del 1º Reggimento "San Marco" della Marina Militare, il 15 marzo 1983, durante la missione ITALCON "Libano 2", venne colpito da raffiche di mitra alla schiena durante un'imboscata mentre si trovava in azione di pattugliamento notturno sulla via dell'aeroporto di Beirut, nei pressi del campo profughi palestinese di Burj El Barajneh. Morì il 22 marzo 1983 a seguito delle ferite riportate, a nemmeno vent’anni.
Montesi fu l'unico militare italiano a cadere durante la missione ITALCON. In quella missione si sono avuti inoltre 75 feriti da parte italiana a fronte di 275 caduti statunitensi e 87 francesi.
Ai funerali presenziò l'allora Presidente della Repubblica Sandro Pertini.

## Dediche
A Fano, la sua città, e soprattutto nel quartiere Sant'Orso dove risiedeva, alla memoria di Filippo sono state dedicate:
- Via F. Montesi
- Scuola Primaria F. Montesi
- Campo sportivo F. Montesi

A Barile, paese della provincia di Potenza:
- Piazza Filippo Montesi[1]
- Porta il suo nome anche il locale gruppo dell'Associazione nazionale marinai d'Italia.